# Ulaski Gostomskie
Ulaski Gostomskie (prononcé en polonais : [uˈlaski ɡɔsˈtɔmskʲɛ]) est un village polonais de la gmina de Mogielnica dans la powiat de Grójec de la voïvodie de Mazovie dans le centre-est de la Pologne.
Le village possède approximativement une population de 8 habitants.

## Histoire
De 1975 à 1998, le village appartenait administrativement à la voïvodie de Radom.